# Стрільниково (селище)
Стрі́льниково (рос. Стрельниково, ерз. Стрельниково) — селище у складі Атюр'євського району Мордовії, Росія. Входить до складу Стрільниковського сільського поселення.
Населення — 15 осіб (2010; 56 у 2002).
Національний склад станом на 2002 рік:
- мордва — 95 %